# Грін-Лейк (містечко, Вісконсин)
Грін-Лейк (англ. Green Lake) — місто (англ. town) в США, в окрузі Ґрін-Лейк штату Вісконсин. Населення — 1169 осіб (2020).

## Демографія
Згідно з переписом 2010 року, у місті мешкали 1154 особи в 521 домогосподарстві у складі 371 родини. Було 1079 помешкань
Расовий склад населення:
| - 99,5 % — білих - 0,2 % — азіатів - 0,1 % — корінних американців - 0,1 % — чорних або афроамериканців |

До двох чи більше рас належало 0,1 %. Частка іспаномовних становила 1,3 % від усіх жителів.
За віковим діапазоном населення розподілялося таким чином: 15,0 % — особи молодші 18 років, 58,0 % — особи у віці 18—64 років, 27,0 % — особи у віці 65 років та старші. Медіана віку мешканця становила 52,8 року. На 100 осіб жіночої статі у місті припадало 105,0 чоловіків;  на 100 жінок у віці від 18 років та старших — 104,4 чоловіків також старших 18 років.
Середній дохід на одне домашнє господарство  становив 78 973 долари США (медіана — 63 421), а середній дохід на одну сім'ю — 87 770 доларів (медіана — 77 667). Медіана доходів становила 41 450 доларів для чоловіків та 35 938 доларів для жінок. За межею бідності перебувало 6,7 % осіб, у тому числі 11,8 % дітей у віці до 18 років та 6,0 % осіб у віці 65 років та старших.
Цивільне працевлаштоване населення становило 627 осіб. Основні галузі зайнятості: виробництво — 22,8 %, освіта, охорона здоров'я та соціальна допомога — 16,4 %, сільське господарство, лісництво, риболовля — 15,5 %.